# Negáció
A negáció (latinul: negatio "tagadás, visszautasítás") olyan logikai művelet, amely egy állítás igazságértékét az ellenkezőjére váltja. George Boole angol matematikus vezette be a kijelentések szerkezetének szimbólumokkal és műveletekkel való leírását. A negáció jelei a ~, ¬, J, lengyel jelölésben N. Charles S. Peirce egzisztenciagráfjában a tagadott állítást zárt élsorozat veszi körül. 
A negáció esetében, eltérően a többi logikai művelettől, nem egy, a szó szoros értelmében vett kötőszóval van dolgunk. A negáció nem két elemi kijelentést kapcsol össze, hanem csak egyet. Ha A elemi kijelentés elé tesszük a ~ jelet, akkor egy összetett kijelentést kapunk, amit úgy lehet kiolvasni, hogy „nem A” vagy „nem igaz, hogy A”. A negáció az ellenkezőjére változtatja az igazságértéket, tehát az összetett mondat igazságértéke ellenkezője lesz az elemi mondat igazságértékének. Ha A igaz, akkor nem A hamis, és ha A hamis, akkor nem A igaz. A kettős negáció pedig visszaállítja az eredeti igazságértéket (kettős tagadás törvénye). Egy állítás és tagadása nem lehet egyszerre igaz (ellentmondásmentesség elve). Egy állítás és tagadása nem lehet egyszerre hamis (kizárt harmadik elve)
Teljesen mindegy, mi A értelme, mivel a ~ jel a mondat igazságértékére hat, nem az értelmére. Például:
A: Esik az eső. 
~A: Nem esik az eső.

## Kifejezése
A logikai műveleteket igazságtáblázattal is megadhatjuk. A negáció igazságtáblázata a következő:
| A | ~A |
| I | H  |
| H | I  |

A tagadás kifejezhető más műveletekkel:
- implikációval: {\displaystyle p\rightarrow \bot } akkor igaz, ha p hamis, és akkor hamis, ha p igaz;
- a NAND és a NOR Sheffer-operátorokkal: a p NOR p illetve a p NAND p ellenkezőjére változtatják a p igazságtartalmát.

## Tulajdonságai

### A klasszikus logikában
A tagadásnak többek között a következőek a tulajdonságai:
- Involúció, azaz a kettős tagadás állítás: {\displaystyle P} és {\displaystyle \neg \neg P} igazságértéke ugyanaz. (kettős tagadás elve)
- Önduális,

{\displaystyle f(a_{1},\dots ,a_{n})=\neg f(\neg a_{1},\dots ,\neg a_{n})} minden
{\displaystyle a_{1},\dots ,a_{n}\in \{0,1\}} esetén.
- Egy {\displaystyle P\vee \neg P} alakú kifejezés azonosan igaz (kizárt harmadik elve)
- Egy {\displaystyle P\wedge \neg P} alakú kifejezés azonosan hamis (ellentmondás elve)
- A De Morgan-szabályok alapján a negáció disztributív a konjunkcióra és a diszjunkcióra:

{\displaystyle \neg (P\lor Q)\equiv (\neg P\land \neg Q)}, és
{\displaystyle \neg (P\land Q)\equiv (\neg P\lor \neg Q)}.

### Más logikai rendszerekben
Egy logikai művelet lineáris, ha minden operandusára teljesül, hogy mindig hatással van az eredményre, vagy sosincs hatással. A tagadás lineáris.
Az elsőrendű logikában van két kvantor, a {\displaystyle \forall } minden és az {\displaystyle \exists } létezik. Ezek között a tagadás összefüggést ad meg:  {\displaystyle \neg \forall xP(x)\equiv \exists x\neg P(x)} illetve {\displaystyle \neg \exists xP(x)\equiv \forall x\neg P(x)}.
Az intuicionista logikában egy állítás implikálja a kettős tagadását, de az ellenkező irány nem érvényes. Ez fontos különbség a klasszikus és az intuicionista logika között. Viszont az intuicionista logika is tudja, hogy {\displaystyle \neg \neg \neg P\equiv \neg P}. Továbbá egy állítás klasszikusan bizonyítható, ha kettős tagadása intuicionista úton bizonyítható. Ez Glivenko tétele.
A háromértékű logikában két tagadás van: a gyenge és az erős. A kettő abban különbözik, hogy az erős tagadás megőrzi a preszuppozíciókat.
A Kripke-szemantikában, ahol a lehetséges világok határozzák meg a logikai formulák értékét, a tagadás a halmazelméleti komplementer megfelelője.

## Bevezetése és kivezetése
A természetes dedukcióban, ha {\displaystyle P} és {\displaystyle Q} állítások, és a {\displaystyle P} állításból következik {\displaystyle Q} és {\displaystyle \neg Q}, akkor következik {\displaystyle \neg P}. Ezt úgy nevezik, hogy reductio ad absurdum. A tagadás kivezetése az a szabály, hogy {\displaystyle P} és {\displaystyle \neg P}-ből következik {\displaystyle Q}. Ezt úgy is nevezik, hogy ex falso quodlibet. A kettős tagadás kivezetése az a szabály, hogy {\displaystyle \neg \neg P}-ből következik {\displaystyle P}.
A negáció bevezetése azt használja fel, hogy, ha {\displaystyle P}-bőlé következik egy hamis állítás, akkor {\displaystyle P} is hamis, vagy cáfolható. A tagadás kivezetését gyakran a {\displaystyle \bot } jellel írják fel. Továbbá a szabály zt mondja, hogy{\displaystyle P} és {\displaystyle \neg P}-ből hamis következik. A kettős tagadás kivezetésével következik, hogy hamisból bármi következik.
Egy {\displaystyle P} állítás intuicionista negációját, {\displaystyle \neg P}-t úszokás úgy definiálni, mint {\displaystyle P\rightarrow \bot }. A tagadás be- és kivezetése az implikáció be- és kivezetésének speciális esetei.

## Halmazelméleti megfelelő
Halmazelméleti megfelelője a komplementerképzés. Vagyis, ha az alaphalmaz {\displaystyle U}, és {\displaystyle A} éppen az a halmaz, melynek elemeire az állítás teljesül, és semmi más elemre nem, akkor az állítás tagadását éppen {\displaystyle U\setminus A} halmaz elemei teszik igazzá.

## Természetes nyelv
A tagadószó megjelenése azonban nem feltétlenül jelent negációt. A természetes nyelv „nem” szava ennél sokoldalúbb:
Béla nem ment el színházba.
Nem Béla ment el színházba.
Béla nem színházba ment el.
A logikai „tagadás” mindig kijelentésekre érvényes. A nyelvészetben a tagadást kifejezheti elutasítás, vagy valaminek a megszüntetése is. 
Frege szerint nem kell állító és tagadó kijelentéseket megkülönböztetni, mivel a tagadás nem az illokúciós erőhöz, hanem a gondolathoz tartozik. Minden gondolathoz tartozik egy neki ellentmondó gondolat.
Több programozási nyelvben a tagadás jele a !. Innen átkerült az írott szlengbe, még nem informatikai témákban is. Így például !voting azt jelenti, hogy az illető nem szavaz.

## Fordítás
Ez a szócikk részben vagy egészben  a   Negation című angol Wikipédia-szócikk fordításán alapul.  Az eredeti cikk szerkesztőit annak laptörténete sorolja fel. Ez a jelzés csupán a megfogalmazás eredetét és a szerzői jogokat jelzi, nem szolgál a cikkben szereplő információk forrásmegjelöléseként.